# Études vétérinaires au Canada
Les études vétérinaires au Canada durent six ans. Elles débutent par des études scientifiques en université puis se poursuivent au sein de facultés de médecine vétérinaire pour les quatre dernières années du cursus.

## Histoire
Le premier établissement à proposer un cursus de médecine vétérinaire est l'Ontario Veterinary College de Toronto, à partir de 1862 sous l'impulsion d'Andrew Smith. Les études y durent deux ans. Plusieurs institutions francophones coexistent durant la deuxième moitié du XIXe siècle. En 1866 ouvre un collège de médecine vétérinaire à Montréal, dirigé par Duncan McNab McEachran et fermé en 1903, mais disposant d'une section francophone à partir de 1877. En 1885 est fondé l'École de médecine vétérinaire française de Montréal, par Victor-Théodule Daubigny et Orphir Bruneau. Daubigny quitte cet établissement l'année suivante pour créer et diriger l'École vétérinaire française de Montréal, tandis qu'en 1888 est fondée l'École vétérinaire de Québec, fermée en 1889,. Les trois facultés vétérinaires francophones fusionnent en 1894 pour donner l'École de médecine comparée et de science vétérinaire de Montréal.

## Organisation
L'entrée en faculté de médecine vétérinaire nécessite d'avoir acquis au préalable 60 crédits dans un enseignement universitaire agricole ou scientifique, comportant les matières de prérequis aux études vétérinaires, comme biologie, chimie, mathématiques. Ces matières peuvent varier en fonction des facultés vétérinaires visées. 
Pour accéder en faculté de médecine vétérinaire, la sélection s'opère sur les notes (minimum B+ de moyenne) ainsi que sur ses expériences personnelles (emploi, bénévolat) avec le monde animalier. Au Québec, la formation est contingentée
Les facultés de médecine vétérinaire dispensent un cursus de quatre années et d'au moins 195 crédits. La formation s'achève par l'obtention du grade de docteur en médecine vétérinaire.

## Débouchés
Le métier de vétérinaire offre des débouchés dans plusieurs secteurs :
- vétérinaire praticien
- vétérinaire en santé publique
- enseignement et recherche scientifique
- compagnies pharmaceutiques
- laboratoires[7].

## Universités
Cinq établissements dispense la formation de premier cycle de docteur en médecine vétérinaire :
- Au Canada anglophone :
  - Collège vétérinaire de l'Atlantique (Université de l'Île-du-Prince-Édouard)[8]
  - Collège vétérinaire de l'Ontario (Université de Guelph)[8]
  - Collège de médecine vétérinaire de l'Ouest (Université de la Saskatchewan)[8]
  - Faculté de médecine vétérinaire (Université de Calgary)[8]

- Au Québec :
  - Faculté de médecine vétérinaire, Université de Montréal[8]